# Garza (langue)
Pour les articles homonymes, voir Garza.
Le garza est une langue amérindienne isolée parlée sur le Rio Grande, aux États-Unis Mexique, par les Garzas. Ce terme signifie « héron » en espagnol.
La langue est éteinte depuis le XIXe siècle.

## Connaissance de la langue
Le garza n'est connu que par un seul vocabulaire de 21 mots, recueilli par Berlandier en 1828, d'un groupe d'Amérindiens vivant à Mier, sur le Rio Grande, qui étaient déjà fortement hispanisés. Goddard identifie les Garzas avec les Atanaguaypacam, signalés lors de la pacification du fleuve en 1748. Gatschet nous apprend le nom de Miákan, donné aux Garzas par les Cotonames.

## Classification
Le garza, comme la plupart des langues du Texas méridional et du Nord-Est du Mexique, est considéré comme une langue isolée. Cependant, Edward Sapir, l'a inclus en 1929, dans son hypothèse du coahuiltecan, rattaché aux langues hokanes. 
Goddard estime qu'il est possible de relier le garza avec le mamulique et le comecrudo dans une famille comecrudane.